# 200-Meilen-Rennen von Lime Rock 1981

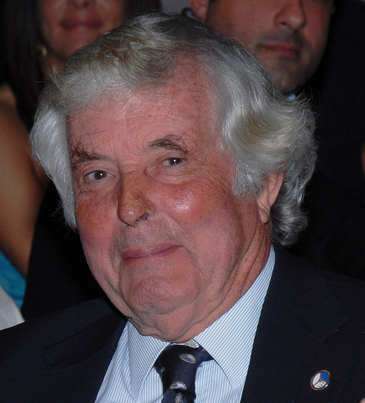
Brian Redman 2010 in Sebring

Das 200-Meilen-Rennen von Lime Rock 1981, auch Coca-Cola 400 (Camel GT), Lime Rock Park, fand am 24. Mai dieses Jahres im Lime Rock Park statt. Das Rennen war der neunte Lauf der IMSA-GTP-Serie 1981.

## Das Rennen
Brian Redman, der schon zwei Saisonsiege feiern konnte, kam als Gesamtführender der Meisterschaft zum Rennen nach Lime Rock. Im Vorprogramm fand das 45-Minuten-Rennen statt, das nur zur GTU-Wertung zählte. Dort blieb Walt Bohren im Mazda RX-7 siegreich.
Das 200-Meilen-Rennen entwickelte sich zu einer einseitigen Solofahrt von Redman. Der Vorsprung vor Ted Field und Bobby Rahal, die sich am Steuer eines Porsche 935K3/80 abwechselten, betrug im Ziel vier Runden.

## Ergebnisse

### Schlussklassement
| 1           | GTX | 7  | Kent-Cooke Wood Racing        | Brian Redman                 | Lola T600               | 132 |
| 2           | GTX | 0  | Interscope Racing             | Ted Field Bobby Rahal        | Porsche 935K3/80        | 128 |
| 3           | GTX | 3  | Andial Meister Racing         | Rolf Stommelen               | Porsche 935M16          | 128 |
| 4           | GTX | 30 | Momo Penthouse                | Giampiero Moretti Al Holbert | Porsche 935/78-81       | 125 |
| 5           | GTO | 25 | Red Lobster Racing            | Dave Cowart Kenper Miller    | BMW M1                  | 123 |
| 6           | GTX | 18 | JLP Racing                    | John Paul junior             | Porsche 935 JLP-3       | 123 |
| 7           | GTO | 28 | NTS Racing                    | Sam Posey                    | Datsun 280ZX Turbo      | 119 |
| 8           | GTO | 67 | Joe Crevier                   | Joe Crevier Al Unser junior  | BMW M1                  | 119 |
| 9           | GTO | 48 | Dynasales                     | John Carusso Phil Currin     | Chevrolet Corvette      | 117 |
| 10          | GTO | 04 | T & R Racing                  | Rene Rodriguez Tico Almeida  | Porsche Carrera RSR     | 115 |
| 11          | GTO | 16 |                               | Paul Resnick Wayne Baker     | Porsche Carrera RSR     | 115 |
| 12          | GTX | 27 |                               | Rich Sloma                   | Chevrolet Corvette      | 111 |
| 13          | GTX | 79 | Whitehall Promotions          | Tom Winters Bob Bergstrom    | Porsche 924 Carrera GTR | 111 |
| 14          | GTX | 45 | Wayne Darling                 | Wayne Darling                | Chevrolet Camaro        | 109 |
| 15          | GTO | 15 | D. L. Performance Engineering | Doug Lutz Dave Panaccione    | Porsche Carrera RSR     | 105 |
| 16          | GTO | 4  |                               | Peter Dus                    | Chevrolet Corvette      | 94  |
| Ausgefallen |     |    |                               |                              |                         |     |
| 17          | GTX | 33 | Bob Sharp Racing              | Paul Newman                  | Datsun 280ZX Turbo      | 114 |
| 18          | GTX | 19 | Chris Cord Racing             | Chris Cord Jim Adams         | Chevrolet Monza         | 70  |
| 19          | GTO | 35 | HSM Racing                    | Mandy Gonzalez Diego Febles  | Porsche 934             | 50  |
| 20          | GTX | 2  | BMW North America             | David Hobbs                  | BMW M-1/C               | 46  |
| 21          | GTX | 72 |                               | Del Russo Taylor             | Chevron GTP             | 28  |
| 22          | GTX | 1  | John Fitzpatrick Racing       | John Fitzpatrick             | Porsche 935K3/80        | 25  |
| 23          | GTX | 86 | Bayside Disposal Racing       | Hurley Haywood               | Porsche 935/80          | 24  |
| 24          | GTX | 68 | USA Racing                    | Richard Valentine            | Chevrolet Corvette      | 13  |
| 25          | GTX | 6  | Team Zakspeed Roush           | Klaus Ludwig                 | Ford Mustang Turbo      | 3   |

### Nur in der Meldeliste
Hier finden sich Teams, Fahrer und Fahrzeuge, die ursprünglich für das Rennen gemeldet waren, aber aus den unterschiedlichsten Gründen daran nicht teilnahmen.
| Pos. | Klasse | Nr. | Team              | Fahrer | Chassis     |
| ---- | ------ | --- | ----------------- | ------ | ----------- |
| 26   | GTX    | 00  | Interscope Racing |        | Porsche 935 |

### Klassensieger
| Klasse | Fahrer       | Fahrer        | Fahrzeug  | Platzierung im Gesamtklassement |
| ------ | ------------ | ------------- | --------- | ------------------------------- |
| GTX    | Brian Redman |               | Lola T600 | Gesamtsieg                      |
| GTO    | Dave Cowart  | Kenper Miller | BMW M1    | Rang 5                          |

### Renndaten
- Gemeldet: 26
- Gestartet: 25
- Gewertet: 16
- Rennklassen: 2
- Zuschauer: unbekannt
- Wetter am Renntag: unbekannt
- Streckenlänge: 2,462 km
- Fahrzeit des Siegerteams: 2:00:01,393 Stunden
- Gesamtrunden des Siegerteams: 132
- Gesamtdistanz des Siegerteams: 325,023 km
- Siegerschnitt: 162,479 km/h
- Pole Position: Klaus Ludwig – Ford Mustang Turbo (#6) – 0:49,742 – 178,204 km/h
- Schnellste Rennrunde: David Hobbs – BMW M-1/C (#2) – 0:52,220 – 169,749 km/h
- Rennserie: 9. Lauf zur IMSA-GTP-Serie 1981